# WikiTree

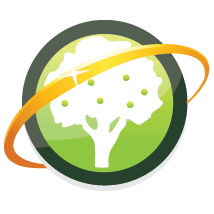
Logotipo da Wikitree

WikiTree é um sítio eletrônico livre e social sobre genealogia que deixa aos utentes investigadores contribuir às suas próprias árvores familiares pessoais, ao tempo que constrói e colabora numa singular árvore mundial familiar dentro do mesmo sistema. O sítio foi criado no ano 2008 por Chris Whitten, desenvolvedor da página WikiAnswers, e é propriedade de Interessar.com, Inc. O sítio utiliza uma linguagem “wiki markup" (achegada pelo software MediaWiki) que oferece a utentes principiantes e experimentados a habilidade de criar e editar perfis pessoais, categorias e “páginas espaciais” livres para documentar a história da sua família. O 20 de janeiro de 2017, a página WikiTree tinha uns 394 000 membros registados e mantém arredor de 13 milhões de perfis de devanceiros.[carece de fontes?] A revista GenealogyInTime classificou WikiTree como a 15ª página mais popular sobre genealogia em janeiro de 2016.